# Бялка (Малопольське воєводство)
Бялка (пол. Białka) — село в Польщі, у гміні Макув-Подгалянський Суського повіту Малопольського воєводства.
Населення — 2542 особи (2011).

## Історія
У 1975-1998 роках село належало до Бельського воєводства, підпорядковувалося районній адміністрації у Вадовицях.

## Демографія
Демографічна структура станом на 31 березня 2011 року:
|          | Загалом | Допрацездатний вік | Працездатний вік | Постпрацездатний вік |
| -------- | ------- | ------------------ | ---------------- | -------------------- |
| Чоловіки | 1259    | 280                | 862              | 117                  |
| Жінки    | 1283    | 287                | 723              | 273                  |
| Разом    | 2542    | 567                | 1585             | 390                  |